# Lacul Chirița

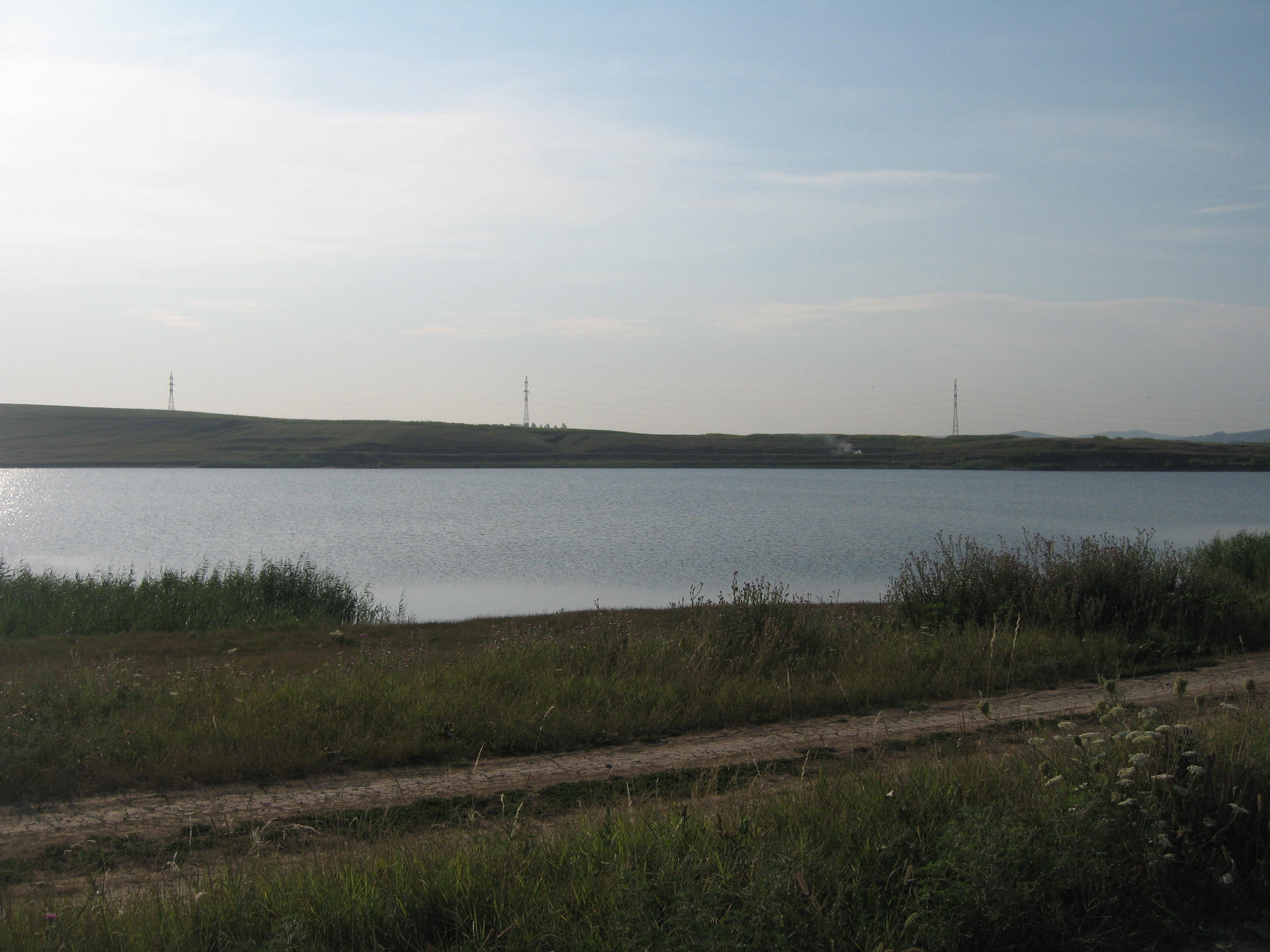
Lacul Chiriţa

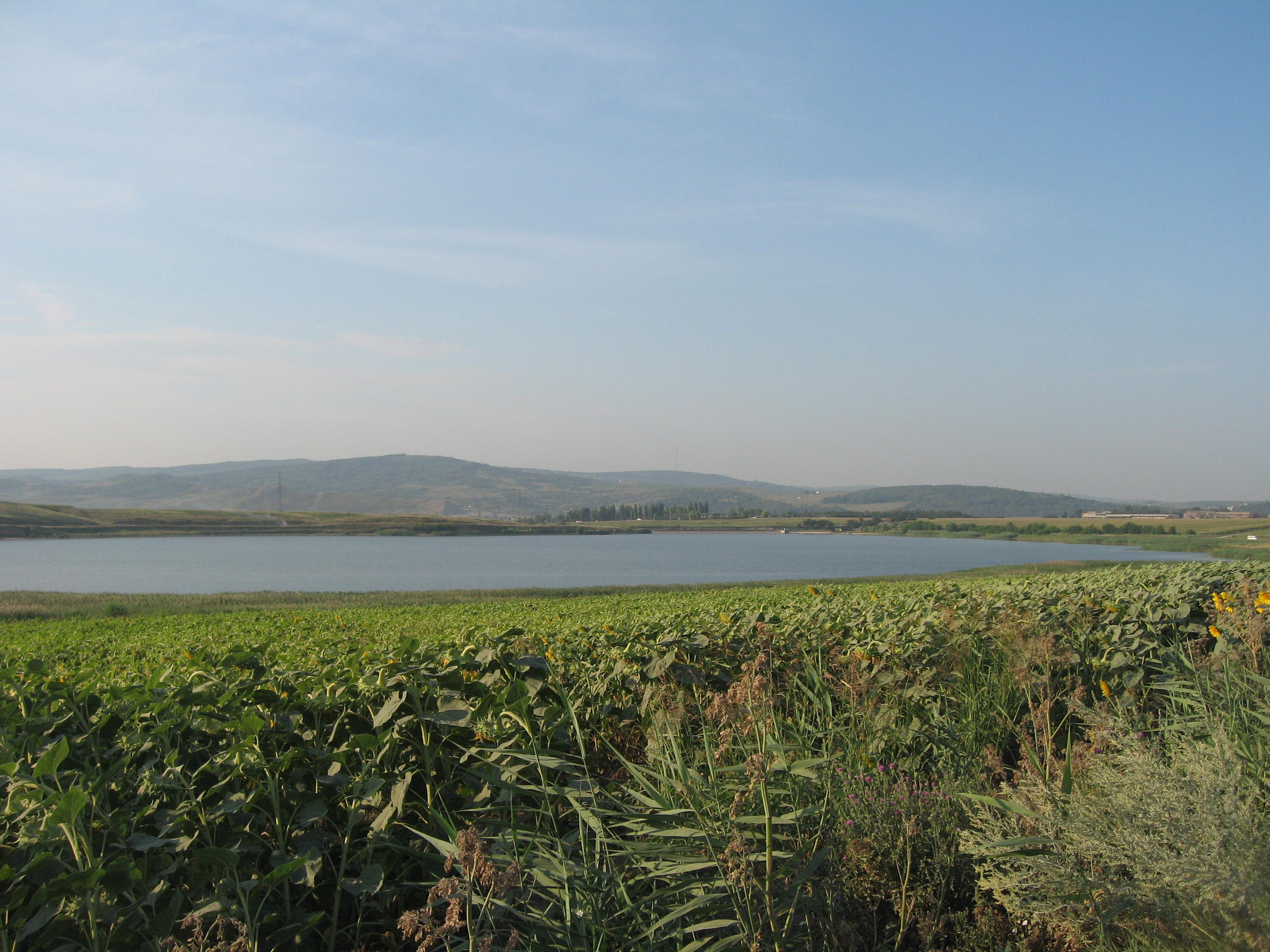
Lacul Chiriţa

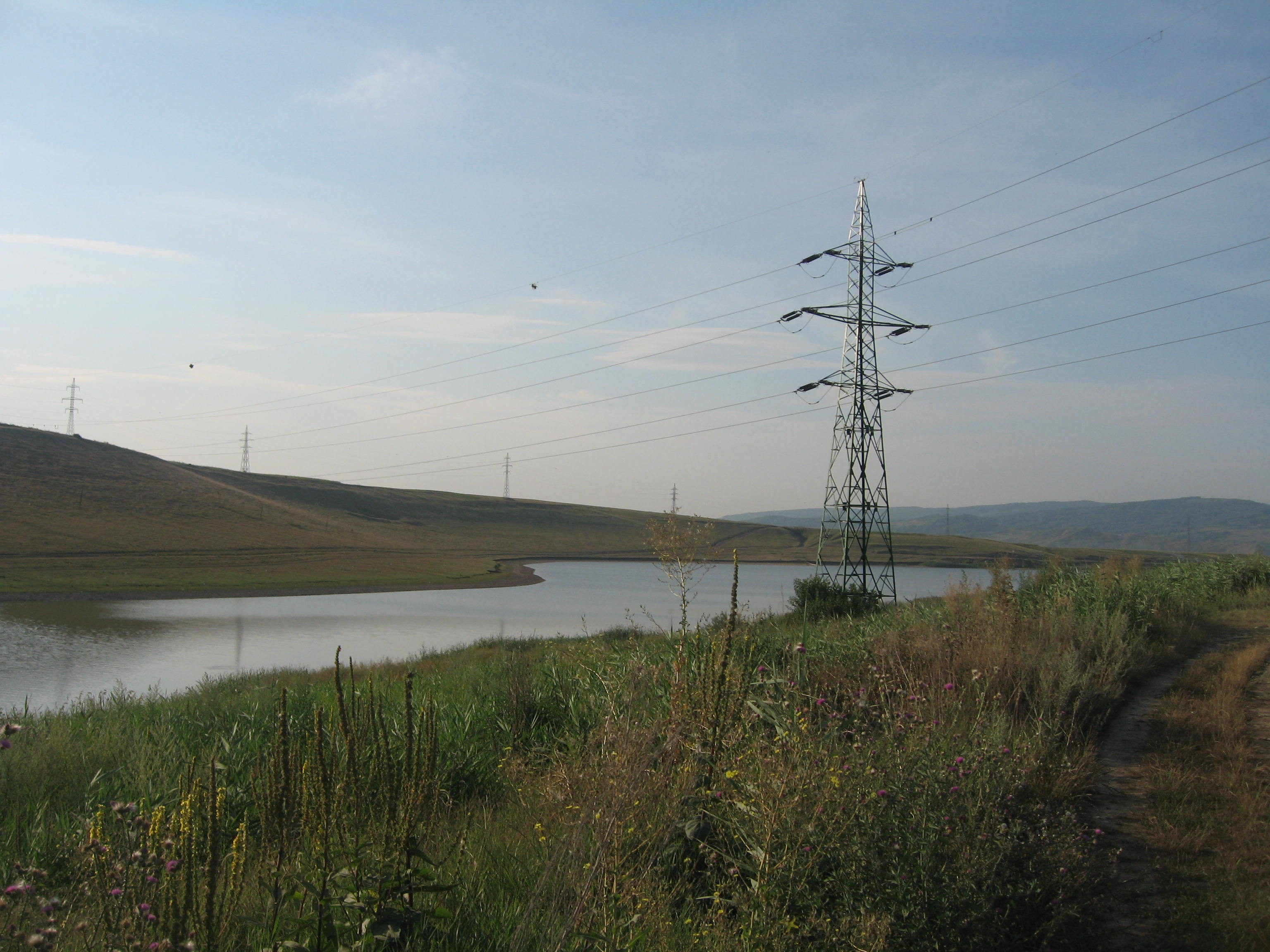
Lacul Chiriţa

Lacul Chirița este un lac de baraj artificial de luncă din Câmpia Moldovei, în partea de nord-est a municipiului Iași și în vecinătatea localităților Dancu și Valea Lungă (din comuna Holboca). Este construit pe Râul Chirița.
Barajul Chirița este rezerva de apă potabilă a Iașului . Complexul de tratare Chirița tratează apa din râul Prut și/sau lacul Chirița la o capacitate de 0,6 m³/s - 1,15 m³/s .
Acumularea Chirița, cu o suprafață de 78 ha, este considerat rezervație și monument al naturii prin Legea nr.5 din 6 martie 2000 privind aprobarea Planului de amenajare a teritoriului național - Secțiunea a III-a - zone protejate . Luciul de apă este ocrotit prin lege, fiind interzis scăldatul sau pescuitul.